# Roland Dean
Roland Dean (25 aprile 1982) è un ex calciatore giamaicano, di ruolo attaccante.

## Carriera

### Club
Ha sempre giocato nel campionato giamaicano.

### Nazionale
Con la maglia della nazionale ha esordito nel 2002 e collezionato 20 presenze sino al 2011.

## Palmarès

### Club

#### Competizioni nazionali
- Campionato giamaicano: 3

Tivoli Gardens: 2004, 2009, 2011
- Flow Champions Cup: 2

Tivoli Gardens: 2005-2006, 2010-2011